# 島根県道325号佐田八神線
島根県道325号佐田八神線（しまねけんどう325ごう さだはかみせん）は、島根県出雲市から飯石郡飯南町に至る一般県道である。

## 概要
出雲市佐田町反辺（たんべ）から飯石郡飯南町獅子に至る。

### 路線データ
- 起点：出雲市佐田町反辺（島根県道185号三刀屋佐田線交点）
- 終点：飯石郡飯南町獅子（国道184号交点、島根県道326号頓原八神線終点）

## 路線状況
本路線は狭隘箇所を残しているが島根県道40号川本波多線以北は2004年（平成16年）に国道184号の飯石郡飯南町八神以北の改良が完成するまで出雲方面と三次方面を往来する場合の迂回路として使うよう推奨されていた。出雲市佐田町反辺の国道184号と島根県道39号湖陵掛合線の交差点付近には本路線を通るよう指示する標識がいくつもあった。一方、島根県道326号頓原八神線との重用区間は今も飯石郡飯南町八神以南で狭隘箇所を残している国道184号の迂回路として利用する車が多い。ちなみに島根県道326号頓原八神線は中国自動車道 三次ICと三瓶山を結ぶ道路としても有用である。

### 重複区間
- 島根県道40号川本波多線（雲南市掛合町波多）
- 飯石ふれあい農道（雲南市掛合町波多 - 飯石郡飯南町獅子）
- 島根県道326号頓原八神線（飯石郡飯南町獅子）

## 地理

### 通過する自治体
- 出雲市
- 雲南市
- 飯石郡飯南町

### 交差する道路
| 交差する道路                                   | 市町村名 | 市町村名 | 交差する場所 | 交差する場所 |
| ---------------------------------------------- | -------- | -------- | ------------ | ------------ |
| 島根県道185号三刀屋佐田線                      | 出雲市   | 出雲市   | 佐田町反辺   | 起点         |
| 島根県道40号川本波多線 重複区間起点            | 雲南市   | 雲南市   | 掛合町波多   |              |
| 飯石ふれあい農道 重複区間起点                  | 雲南市   | 雲南市   | 掛合町波多   |              |
| 島根県道40号川本波多線 重複区間終点            | 雲南市   | 雲南市   | 掛合町波多   |              |
| 飯石ふれあい農道 重複区間終点                  | 飯石郡   | 飯南町   | 獅子         |              |
| 島根県道326号頓原八神線 重複区間起点           | 飯石郡   | 飯南町   | 獅子         |              |
| 国道184号 島根県道326号頓原八神線 重複区間終点 | 飯石郡   | 飯南町   | 獅子         | 終点         |

### 沿線
- 波多郵便局